# (10363) 1994 UP11
A (10363) 1994 UP11 a Naprendszer kisbolygóövében található aszteroida. A PCAS keretében fedezték fel 1994. október 31-én.

## Kapcsolódó szócikk
- Kisbolygók listája (10001–10500)